# My Chico
My Chico è un singolo di Sabrina Salerno, estratto dal suo secondo album Super Sabrina.

## Il brano
Il singolo è stato pubblicato nell'estate 1988 ottenendo un grande successo in diversi paesi europei, e soprattutto in Italia, dove la cantante arriva alla prima posizione della classifica dei singoli più venduti e viene premiata al Festivalbar come migliore cantante europea dell'anno 1988. Il video, sempre basato sulla bellezza della cantante, è stato girato a Firenze.

## Tracce e formati
7" single
1. "My Chico" - 3:40
2. "My Chico" (dub house mix) - 4:30

12" single
1. "My Chico" (extended mix) - 5:25
2. "My Chico" (dub house mix version) - 5:15
3. "My Chico" - 3:39

CD maxi
1. "My Chico" (extended version) - 5:25
2. "My Chico" (dub house mix) - 5:15
3. "My Chico" (radio version) - 3:40

CD maxi
1. "My Chico" (radio version) - 3:43
2. "My Chico" (dub house mix) - 5:14
3. "All of Me" - 6:37
4. "All of Me" (instrumental version) - 4:23

## Crediti
- Written by Moratto E., Johnson O. and Sabrina S.
- Artwork by Claude Caudron (12") and MJS (CD maxi)
- Photography by Roberto Rocchi
- Produced by Menzione

## Classifiche
| Classifica (1988)          | Posizione raggiunta |
| -------------------------- | ------------------- |
| Eurochart Hot 100          | 27                  |
| Finnish Singles Chart      | 3                   |
| German Singles Chart       | 56                  |
| Italian FIMI Singles Chart | 1                   |
| ESP Singles Chart          | 6                   |
| SUI Singles Chart          | 8                   |
| NLD Singles Chart          | 8                   |

| Classifica di fine anno italiana (1988) | Posizione |
| --------------------------------------- | --------- |
| Classifica italiana                     | 27        |
| Classifica dei singoli                  | Posizione |
| Classifica italiana                     | 1         |